# Kōsuke Ōnose
Kōsuke Ōnose (小野瀬 康介?, Ōnose Kōsuke; Ōta, 22 aprile 1993) è un calciatore giapponese, centrocampista dello Shonan Bellmare.